# 유즈넷

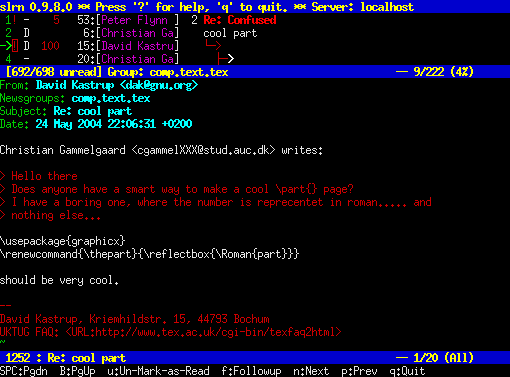
comp.text.tex 뉴스그룹에서 토론 내용을 읽는 모습: 여기에는 텍스트 모드 뉴스 리더 slrn을 이용하였다.

유즈넷(usenet)은 인터넷을 이루는 한가지로, 유저 네트워크의 준말인데, 주로 텍스트 형태의 기사들을 전 세계의 사용자들이 공개된 공간에서 주고 받아 토론할 수 있게 고안된 분산 네트워크이다. 같은 이름을 가진 일반 용도의 UUCP 네트워크인 Unix User Network에서 발전되어 현재의 모습이 되었다.
사용자는 전자 게시판의 카테고리와 유사하게 분류된 뉴스그룹이라 불리는 개개의 토론 그룹에서 전자 우편과 유사한 형태의 글을 읽거나 작성하여 토론한다.
유즈넷은 전 세계에 퍼져있는 서버들끼리 연동하여 글을 저장하고 발송하여 서로 동기화시키는 작업을 통해 어느 서버를 접속하든지 같은 내용의 글들을 볼 수 있게 해 준다. 각 서버를 이용하는 사용자들은 서버의 글을 읽기 위해 뉴스 리더를 이용해야 한다.
FAQ나 스팸 같은 용어들이 바로 유즈넷을 통해 일반화됐으며, 이처럼 유즈넷은 인터넷 발전에 있어서 특별한 문화적 의미를 가진다.

## 같이 보기
- 유즈넷 newsreader들의 목록